# Landschaftsschutzgebiet Wassergewinnungsanlage der Stadtwerke Hagen

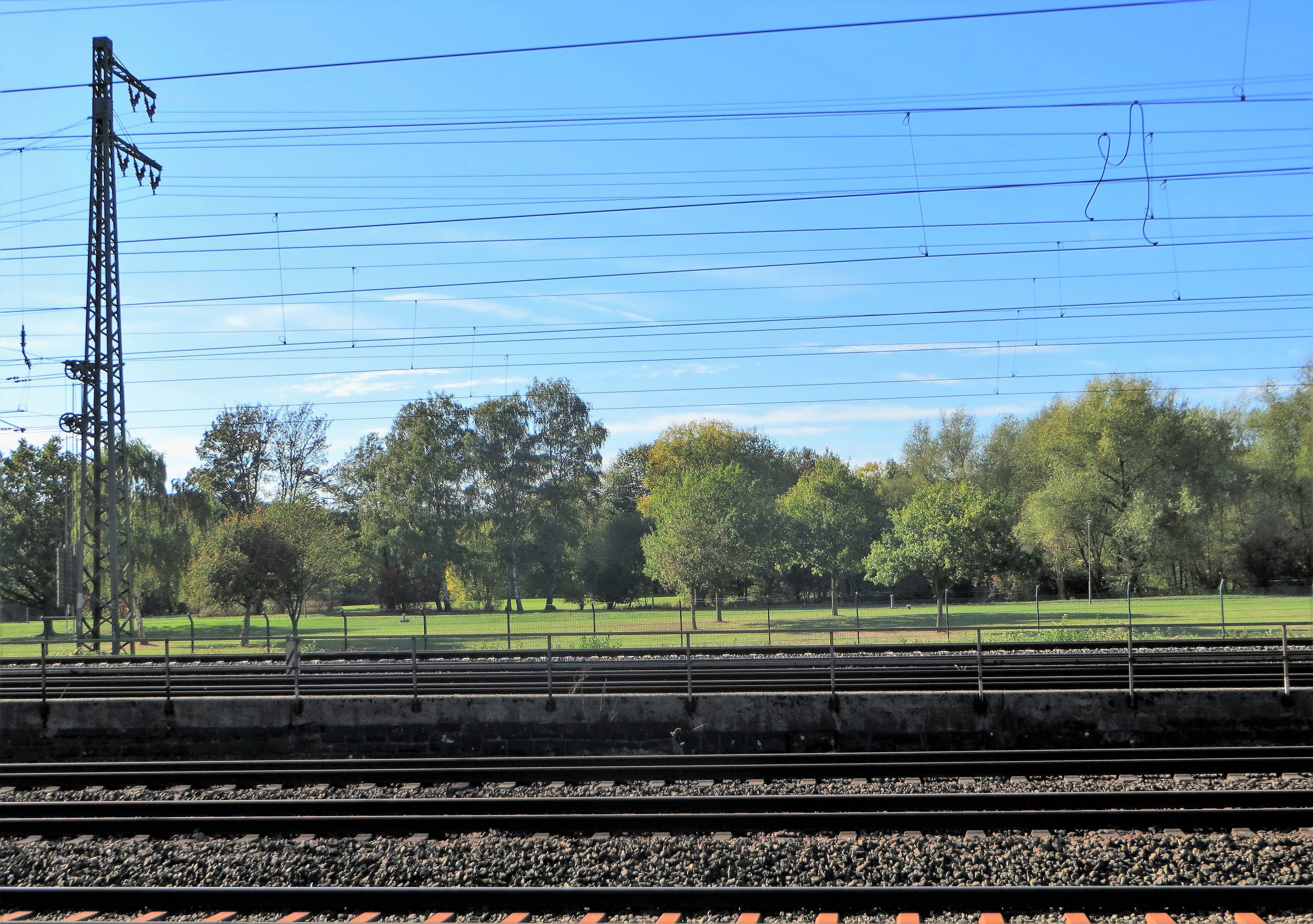
Landschaftsschutzgebiet Wassergewinnungsanlage der Stadtwerke Hagen

Das Landschaftsschutzgebiet Wassergewinnungsanlage der Stadtwerke Hagen mit einer Flächengröße von 56,07 ha befindet sich auf dem Gebiet der kreisfreien Stadt Hagen in Nordrhein-Westfalen. Das Landschaftsschutzgebiet (LSG) wurde 1994 mit dem Landschaftsplan der Stadt Hagen vom Stadtrat von Hagen ausgewiesen.

## Beschreibung
Das LSG wird im Norden und Westen von der A 1 begrenzt. Im Süden liegt die Volme und im Osten eine Bahntrasse. Es handelt sich teilweise um die Wassergewinnungsanlage der Stadtwerke Hagen mit Sickerbecken.

## Schutzzweck
Laut Landschaftsplan erfolgte die Ausweisung „zur Erhaltung und Wiederherstellung der Leistungsfähigkeit des Naturhaushaltes, insbesondere zur Sicherung von Brut-, Nahrungs- und Überwinterungsstätten für zahlreiche Vogelarten“.